# Ouratea pastazana
Ouratea pastazana är en tvåhjärtbladig växtart som beskrevs av Claude Henri Léon Sastre och Offroy. Ouratea pastazana ingår i släktet Ouratea och familjen Ochnaceae. Inga underarter finns listade i Catalogue of Life.